# Pumpenkette
Eine Pumpenkette ist eine Kette, die zum Heben und Senken von Tauchpumpen, meist in Schächten der Wasser- und Abwasserwirtschaft, verwendet wird.

## Normen
Für die verschiedenen Einsatzzwecke werden unterschiedliche Materialien, Tragkräfte und Ausführungen verlangt. So werden Pumpenketten aus Stahl mit feuerverzinkter Oberfläche oder in Edelstahl verwendet.
In der Regel dürfen nur geprüfte, kurzgliedrige Rundstahlketten eingesetzt werden, die den einschlägigen Vorschriften von Anschlagketten zum Heben von Lasten entsprechen. Früher legte man die DIN 695 oder DIN 5688  zu Grunde, jetzt die Europäische Norm EN 818. Die Pumpenkette sollte mit Tragkraftplakette ausgerüstet sein und mit Herstellerzeichen, Nachverfolgbarkeitscode und Güteklasse gestempelt werden.

## Einsatz
Die Pumpenkette ist als Anschlagmittel die Verbindung zwischen der Tauchpumpe und dem Hebezeug. Als Hebezeuge werden Handwinden oder Hebezüge mit relativ kurzem Hubweg verwendet.
Deshalb  müssen die Pumpenketten, in gewissen Abständen, z. B. 1000 mm, mit Aufhänggliedern ausgestattet sein, so dass die Kette beim Heben pro Etappe an einer entsprechenden Verankerung oberhalb des Schachtes zurückgehängt werden kann. Dieser Vorgang wird sowohl beim Anheben, als auch beim Absenken wiederholt.
Für größere und schwerere Pumpen oder zur Möglichkeit, die Stellung der Pumpe zu ändern können Pumpenketten auch in Zweistrangversion  verwendet werden. Diese Ausführung ist von oben her wie genannt, aber am unteren Ende spreizt man die Kette auf, d. h. die Pumpenkette endet mit 2 Strängen, deren Endbeschläge dann mit der Pumpe verbunden werden.
Diese Typen von  Pumpenketten  haben in der Einstrangversion an beiden Enden und in o. g. Abständen jeweils ein Aufhängeglied, entsprechend der Anforderung der Norm oder am unteren Ende als Abschluss ein etwas größeres, sogenanntes B-Glied, in welches ein Schäkel als Endbestückung zur Verbindung mit der Tauchpumpe verwendet wird.
Als weitere Variante können Pumpen auch mit elektrisch angetriebenen Hebezeugen angewendet werden. In diesem  Fall wird eine kurzgliedrige Hebezeugkette, in der Regel aus Edelstahl, verwendet, die direkt vom Hebezeug aufgenommen wird. Diese Ausführung bedarf einer kalibrierten, geprüften Hebezeugkette, die am unteren Ende eine Endbestückung  hat,  damit die Tauchpumpe daran befestigt werden kann.
Als Endbeschläge bei allen drei genannten Pumpenketten verwendet man zum Beispiel einen Lasthaken mit Sicherung, einen Schäckel oder ein Aufhängeglied. Dies hängt von der Ausrüstung der Tauchpumpe ab.
Wie andere Anschlagketten werden auch Pumpenketten in verschiedenen Güteklassen hergestellt. Je höher die Güteklasse der Kette ist, desto dünner darf die Kette bei gleicher Tragkraft sein. Da Tauchpumpen und somit auch die dazugehörigen Pumpenketten in unterschiedensten Flüssigkeiten eingesetzt werden, sind die Ansprüche an die Korrosionsbeständigkeit und Hygiene sehr hoch. Aus diesen Gründen und wegen deren längeren Lebensdauer werden Pumpenketten immer öfter in Edelstahl hergestellt.